# Ventura (Iowa)
Pour les articles homonymes, voir Ventura.
Ventura est une ville du comté de Cerro Gordo, en Iowa, aux États-Unis, située en bordure du lac Clear Lake. Elle est incorporée le 28 mai 1960.

## Source de la traduction
- (en) Cet article est partiellement ou en totalité issu de l’article de Wikipédia en anglais intitulé « Thornton, Iowa » (voir la liste des auteurs).